# Schwoben
Schwoben ist eine französische Gemeinde mit 228 Einwohnern (Stand 1. Januar 2022) im Département Haut-Rhin in der Region Grand Est (bis 2015 Elsass). Sie gehört zum Kanton Altkirch und zum Gemeindeverband Sundgau.

## Geografie
Die Gemeinde Schwoben im Sundgau liegt am Thalbach, einem rechten Nebenfluss der Ill. Nördlich des Dorfkerns verläuft die Départementsstraße 419 von Altkirch nach Basel.
Nachbargemeinden von Schwoben sind Tagsdorf im Nordwesten und Norden, Hausgauen im Osten, Bettendorf im Süden sowie Hirsingue im Südwesten.

## Geologie
Schwoben liegt im lössbedeckten Sundgauer Tertiärhügelland im Bereich der unter der Lössdecke lagernden Sundgauschotter. Diese sind die Hinterlassenschaft einer einst (im Pliozän und Altpleistozän) über Doubs, Saône und Rhône zum Mittelmeer entwässernden Ur-Aare. Unter den die (oberen) Talhänge bildenden Sundgauschottern liegen die sandig-mergeligen Schichten der oligozänen Elsässer Molasse (Molasse alsacienne).

## Geschichte
In den Urkunden erscheint der Ort 1286 als Suaben. Bis 1324 gehörte der Ort zur Herrschaft Altkirch in der Grafschaft Pfirt und kam dann durch die Heirat der Johanna von Pfirt mit Herzog Albrecht II. von Österreich an Habsburg. Im Westfälischen Frieden 1648 ging der Ort mit dem ganzen elsässischen Besitz der Habsburger an die französische Krone. Von 1871 bis 1918 gehörte der Ort zum Reichsland Elsass-Lothringen.

## Bevölkerungsentwicklung
| Jahr      | 1910 | 1962 | 1968 | 1975 | 1982 | 1990 | 1999 | 2006 | 2019 |
| Einwohner | 141  | 113  | 119  | 123  | 122  | 167  | 255  | 270  | 229  |

Schwoben hatte lange Zeit das kleinste Rathaus (Mairie) Frankreichs. Darauf verweist eine Schautafel an der aus dem 18. Jahrhundert stammenden Brücke über den Thalbach, an der heute ein neues Rathaus steht. Dem Rathaus gegenüber steht ein steinernes Buch mit den Namen aller Bürgermeister von Schwoben von 1792 bis heute.
In der Dorfmitte finden sich noch Reste eines Bunkers aus dem Ersten Weltkrieg.

## Bauwerke
Einige gut erhaltene Fachwerkbauten: Nr. 3 an der Rue du Ruisseau ein Haus in Rähmbauweise aus der 1. Hälfte des 18. Jahrhunderts mit regelmäßigem, auf Symmetrie bedachtem Fachwerk. - Nr. 1 an der Rue des Pierres, ebenfalls aus der Barockzeit mit Segmentbogenfenstern im gemauerten Erdgeschoss. Am Haus Nr.7 an der Rue de la Vallée ist noch die in der altertümlichen Ständerbauweise errichtete Traufseite mit geschossübergreifenden Langstreben erhalten.

## Persönlichkeiten
- Theodor Binder (1919–2011), deutscher Arzt

## Nachweise
1. ↑  Gemeindeverzeichnis Deutschland 1900 – Kreis Altkirch